# Manaíra
Manaíra là một đô thị thuộc bang Paraíba, Brasil. Đô thị này có diện tích 352,566 km², dân số năm 2007 là 9806 người, mật độ 27,8 người/km².